# Ponihovo
Ponihovo je naseljeno mjesto u gradu Zenici, Federacija Bosne i Hercegovine, BiH.

## Stanovništvo

### 1991.
Nacionalni sastav stanovništva 1991. godine, bio je sljedeći:
ukupno: 71
- Srbi - 71 (100%)

### 2013.
Prema popisu iz 2013. godine bilo je bez stanovnika.